# Tønne Huitfeldt
Tønne Huitfeldt, né le 20 novembre 1625 à Hurum et mort le 12 septembre 1677 à Halden, est un général norvégien au service du Danemark.

## Biographie
Important propriétaire terrien, il dirige avec succès la défense de Halden à deux reprises, en 1659 et 1660, contre les Suédois pendant la première guerre du Nord. Durant la guerre de Scanie, il commande une armée de 5 000 hommes et sert sous les ordres du vice-roi Ulrik Frederik Gyldenløve qui occupe la province suédoise de Bohuslän.